# 丹尾安典
丹尾 安典（たんお やすのり、1950年1月 - ）は、日本の美術史家、早稲田大学名誉教授。西洋美術専攻。

## 来歴
東京都出身。早稲田大学大学院修士課程修了、1979年博士課程単位取得満期退学、跡見学園女子大学専任講師、1982年早大専任講師、1986年助教授、1991年教授。2020年定年退職。西洋美術専攻で、戦争や男色を論じ、2008年初の単著『男色の景色－いはねばこそあれ』（新潮社）を上梓した。

## 編著
- 世界の素描 28 ゴーガン （講談社 1977年）
- 25人の画家 現代世界美術全集 第12巻 ゴーガン （講談社 1980年）
- NHKオルセー美術館 6 20世紀へのかけ橋 セザンヌ、ドニ、ボナール、ルソー、マイヨール （日本放送出版協会 1990年）
- パリ オルセ美術館と印象派の旅 （新潮社（とんぼの本） 1990年）
- 日本の近代美術 1 油彩画の開拓者 （大月書店 1993年）
- こんなに面白い上野公園 林丈二共著 （新潮社（とんぼの本） 1994年）
- 岩波近代日本の美術 1 イメージのなかの戦争 日清・日露から冷戦まで （河田明久共著 岩波書店 1996年）
- 八重山の古陶 (観宝堂 2013年4月)
- 北蓮蔵 : 渡欧期の肖像画 (早稲田大学會津八一記念博物館 2014年6月)
- 尾崎文彦の元気 (早稲田大学會津八一記念博物館 2010年5年)
- 山口八九子作品集 (山口八九子作品集刊行会 2008年10月)
- 山口八九子の画境 1 (早稲田大学會津八一記念博物館 2002年6月)
- 山口八九子の画境 2 (早稲田大学會津八一記念博物館 2005年7月)
- 山口八九子の画境 3 (早稲田大学會津八一記念博物館 2016年5月)
- 戦争画の相貌 (花岡萬舟連作 早稲田大学會津八一記念博物館 2009年6月)
- 戦争画の相貌 2 (早稲田大学會津八一記念博物館 2013年5月)
- 日本近代と「南方」概念-造形にみる形成と展開 (出版者不明 2010年3月)
- 「沖縄の壺体國吉清尚」展 (早稲田大学會津八一記念博物館 2006年7月)
- 無垢の眼 (早稲田大学會津八一記念博物館 2008年6月)
- 記憶と歴史 : 日本における過去の視覚化をめぐって (文部科学省オープン・リサーチセンター整備事業シンポジウム報告書 早稲田大学會津八一記念博物館 2007年3月)
- 記憶の痕跡 : WIJLC報告 (早稲田大学国際日本文学・文化研究所 2011年9月)
- 評伝・原撫松 (美術出版社 1976年12月)